# Voo China Eastern Airlines 5210
O Voo China Eastern Airlines 5210 (ICAO: CES5210), também conhecido como o Desastre de Baotou Air, foi um voo do Aeroporto Baotou Erliban, na Mongólia Interior, China, para o Aeroporto Internacional de Xangai Hongqiao, com escala prevista no Aeroporto Internacional de Pequim-Capital. Em 21 de novembro de 2004, apenas dois minutos após a decolagem, o Bombardier CRJ-200ER despencou do céu e caiu em um lago no Parque Nanhai, próximo ao aeroporto, matando todas as 53 pessoas a bordo e mais duas no solo.

## Acidente
O voo 5210 era operado por um Bombardier CRJ-200ER, SN 7697, alimentado por dois motores General Electric CF34-3B1, entregue em novembro de 2002, dois anos antes do acidente. No momento do acidente, o avião ainda usava a pintura da China Yunnan Airlines, apesar de a companhia aérea ter se fundido com a China Eastern Airlines em 2003. O avião decolou às 08h21, horário local, 15 minutos antes do previsto, transportando 47 passageiros e seis tripulantes. Dez segundos após a decolagem, o avião balançou por vários segundos e depois caiu no chão. O avião derrapou por um parque e colidiu com uma casa, uma bilheteria do parque e um porto, incendiando vários iates atracados. Em seguida, mergulhou em um lago gelado. Todas as 53 pessoas a bordo e dois funcionários do parque no solo morreram no acidente.

### Buscas e resgates
O presidente Hu Jintao, que estava fora do país no momento do desastre, ordenou uma operação de resgate imediata. Mais de 100 bombeiros foram enviados ao local do desastre. Também foram enviados ao local 250 policiais, 50 funcionários do parque e 20 mergulhadores. As equipes de resgate tiveram que romper o gelo para recuperar os corpos. No final do dia, as equipes recuperaram 36 corpos do lago congelado. De acordo com um médico que trabalhava em um hospital próximo, os socorristas só conseguiram recuperar partes de corpos das vítimas.
Os esforços de resgate foram prejudicados pelas baixas temperaturas. No dia seguinte ao acidente, a maior parte do avião havia sido recuperada do lago. Uma equipe de especialistas em resgate do Departamento Marítimo do Ministério das Comunicações também chegou ao local em 22 de novembro. Em 24 de novembro, os investigadores localizaram o gravador de voz da cabine (CVR) e o gravador de dados de voo (FDR) pelos pings de rádio emitidos pelos dispositivos.

## Passageiros e tripulação
Em 23 de novembro, o relatório de passageiros do voo foi divulgado pelas autoridades. Dos 47 passageiros a bordo, 46 eram chineses. Autoridades confirmaram que apenas um estrangeiro, da Indonésia, estava a bordo. Os tripulantes de voo foram identificados como Capitão Wang Pin, vice-capitão Yang Guang  e primeiro-oficial Yi Qinwei, além de dois comissários de bordo e um oficial de segurança.

## Investigação
Muitas testemunhas afirmaram que o avião balançou por vários segundos e depois explodiu no ar. De acordo com uma testemunha, uma explosão ocorreu na cauda do avião. A fumaça começou a sair do avião antes de colidir com o parque, tornando-se uma bola de fogo, e depois derrapou pelo parque até o lago. Outros alegaram que o avião explodiu em "fragmentos em chamas" no ar antes de cair. 
O acidente ocorreu apenas três meses após o bombardeio de um Tupolev Tu-154 e um Tupolev Tu-134 sobre a Rússia, que matou 90 pessoas. Na época, os investigadores dos bombardeios russos encontraram vestígios de explosivos a bordo dos dois aviões. Os investigadores do acidente do voo 5210, no entanto, afirmaram que não encontraram nenhuma evidência de terrorismo, segundo a agência de notícias estatal Xinhua. 
O acidente também ocorreu apenas um mês após o acidente com o o voo Pinnacle Airlines 3701, que também envolveu um CRJ200, levando a Administração de Aviação Civil da China maner em terra todos os CRJ200 por um mês, até que se determinasse que nenhum tinha falha técnica.  
O clima no momento do acidente estava bom, embora a temperatura estivesse baixa. Uma hipótese resultante de que partículas de gelo no combustível causaram o desastre foi posteriormente refutada.
Investigações posteriores revelaram que a aeronave do acidente havia sido estacionada durante a noite no aeroporto de Baotou em clima frio, causando a formação de uma camada de gelo em seu exterior. A aeronave também não foi descongelada antes do voo. Durante a decolagem, a contaminação do gelo degradou severamente o desempenho aerodinâmico e, à medida que o jato girava, entrou em um estol do qual a tripulação de voo não conseguiu se recuperar.

## Consequências
Em 2006, 12 funcionários da China Eastern Airlines foram considerados responsáveis pelo acidente e receberam punição administrativa.  
A China Eastern não opera mais a rota do acidente. Todos os voos entre Baotou e Xangai agora são operados por sua subsidiária Shanghai Airlines como voos 9438 e 9136 (para Pudong). O voo número 5210 foi transferido para um voo Shantou-Shanghai.
A empresa aérea também acordou pagar à época mais de 200 mil yuans por vítima falecida. (cerca de 31 mil dólares em março de 2022).  